# Literatura del Impresionismo

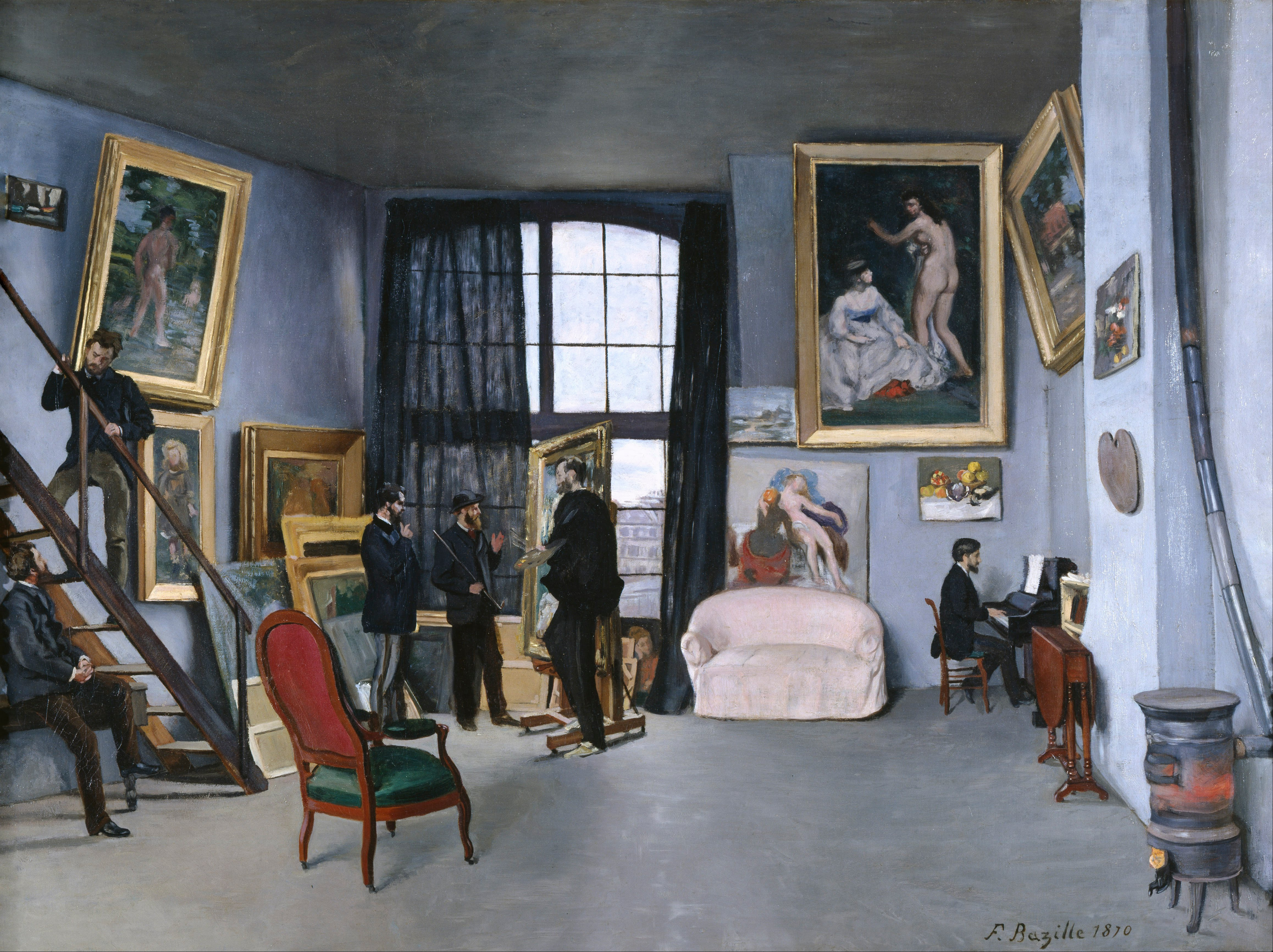
Frédéric Bazille, El estudio de Bazille, 1870. En la pintura se encuentran Édouard Manet, Émile Zola, Pierre-Auguste Renoir y Edmond Maître, grandes figuras del impresionismo pictórico.

La Literatura del Impresionismo fue un movimiento literario nacido en Francia en la segunda mitad del siglo XIX. Corresponde al impresionismo pictórico inaugurado por Monet en 1874. El impresionismo surgió como una reacción contra el realismo y se propuso en el terreno literario, lo mismo que en la pintura, registrar primariamente las sensaciones, restaurando al mismo tiempo una nueva era imaginativa. Trataba de suprimir el elemento intelectualista y reflexivo en literatura, haciendo que el escritor se identificara con las cualidades del objeto observado. Una novela impresionista presenta a sus personajes en una serie de detalles, palabras, reacciones, gustos y preferencias que terminan por caracterizarlos para el lector.
El impresionismo literario fue iniciado en Francia por los hermanos Goncourt, quienes publicaron numerosas novelas de este tipo, y fundaron su famosa Revista en 1856. Octave Mirbeau es el mejor ejemplo de la novela impresionista del fin de siglo. La obra de Marcel Proust, por su constante tendencia a la evocación y la captación del mundo de los sentidos puede considerarse dentro de esta tendencia. Igualmente el teatro de Chejov, en el que la historia y las motivaciones de los personajes se van revelando fragmentariamente y la trama se divide en varias subtramas, ha sido considerado por algunos críticos dentro de este estilo y otros.
- Datos: Q1475680

.